# Ільїнське (Зеленодольский район)
Ільї́нське (рос. Ильинское), застаріле Ошланде́р (марій. Ошландер), Уразли́ (тат. Уразлы), Ура́зліно (рос. Уразлино)  — село в Зеленодольському районі Республіки Татарстан (Росія). Підпорядковане Айшинському сільському поселенню.
Ільїнське розташоване за 12 км на схід від міста Зеленодольськ та в 30 км на північний захід від Казані. Найближчий населений пункт — село Айша, розташоване за 2 км на південний захід. З півночі до Ільїнського прилягає південний берег однойменного озера, з нього витікає річка Сумка, яка огинає село з заходу. Крім того, з заходу і півдня село огинає автомагістраль Казань — Нижній Новгород (А295, за 0,5—1 км від околиць), на сході село межує із кордоном Раїфської ділянки Волзько-Камського заповідника.

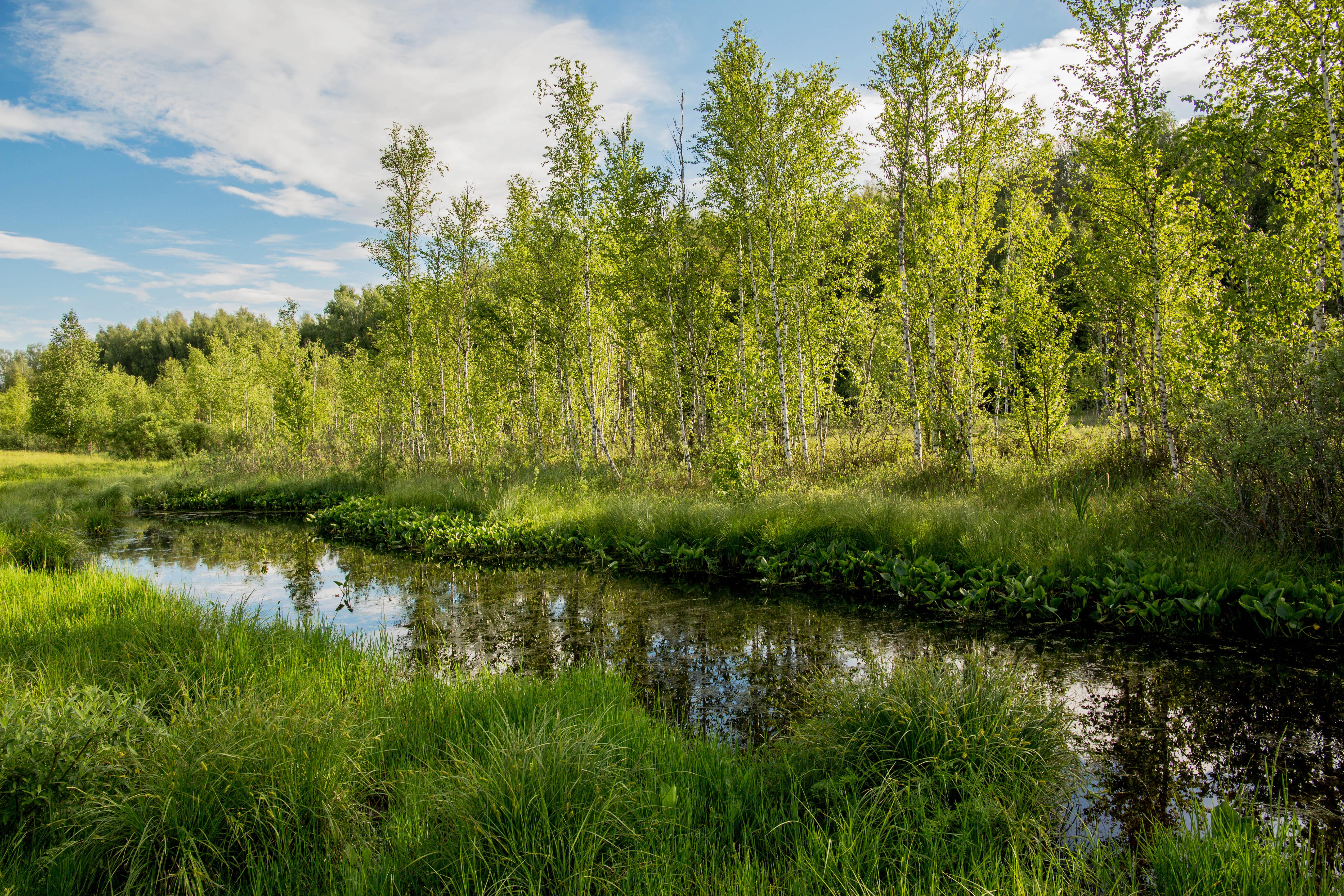
Реліктове болото на дні Ільїнської балки.

За Всеросійським переписом 2002 року в цьому населеному пункті проживала 91 особа, переважно росіяни. Мешканці Ільїнського займаються землеробством і скотарством. Село відоме визначними об'єктами: пам'яткою архітектури XIX століття — храмом пророка Іллі та пам'яткою природи «Ільїнська балка», що являє собою сфагнове болото із незвичними для Татарстану північними видами рослин.

## Історія
Ільїнське засноване в другій половині XVII століття як вотчина розташованого неподалік Раїфського Богородицького монастиря. Спочатку його населяли винятково марійці, які називали село Ошландер, а місцеві татари зазначали його як Уразли. В російських документах остання назва перетворилась на Уразліно. Марійське поселення входило до складу Великопаратської сотні. 1764 року його мешканці були переведені до розряду економічних селян, а пізніше стали державними селянами. Їхніми заняттями були землеробство, скотарство, рибальство, бджільництво, ковальство, столярство, ткацтво, виробництво деревного вугілля.
У 1816—1827 роках в селі збудували православну Ільїнську церкву, від якої і походить його сучасна назва. 1875 року тут відкрили земську школу. В цей період земельний наділ усієї ільїнської громади налічував 1116,7 десятин, у селі працювали два вітряки та п'ять крамниць, що торгували дрібним крамом. З другої половини XIX століття і до 1920 року село було центром Ільїнської волості Казанського уїзду Казанської губернії. З приходом радянської влади воно зазнало неодноразових змін адміністративного підпорядкування: з 1920 року входило до Арського кантону Татарської АРСР, з 14 лютого 1927 року — до Казанського району, з 4 серпня 1938 року — до Юдинського району. З 16 липня 1958 року і дотепер село знаходиться у складі Зеленодольского району.